# 甲斐兼蔵
甲斐兼蔵（かい けんぞう、1890年11月5日 - 1972年8月5日）は日本の翻訳者、英語教師。名はかなぞう、かねぞうとも読まれる。

## 略歴
- 1890年　熊本県上益城郡甲佐町に父源八、母サモの7男として出生。
- 1905年　ハワイに移民した兄のもとへ渡米。[注釈 1]
- 1915年　カリフォルニアの高等学校に進学。サンフランシスコ日本人学生クラブ（San Franeise Nippon Student Club, 1906 -）に加入
- 1925年　カリフォルニア大学サンフランシスコ校で教養学士を取得。
- 1926年　ハワイ大学社会学研究室助手を務める。
- 1932年　帰国し東京府に在住する。
- 1933年　日露戦争や満州事変にまつわる愛国的物語集『桜の薫』（英文）を出版。
- 1937年　東京府立第三商業学校の英語教師となる。
- 1941年　東京中央郵便局で英語書簡の検閲に携わる。
- 1945年　日本鋼管川崎軍需工場の米軍兵捕虜収容所の通訳を務める。5月25日の東京大空襲で被災し熊本に疎開。
- 1950年　熊本から帰京し郵政大臣官房調査課の渉外事務官を務める。
- 1952年　9月18日、郵政省佐藤栄作郵政大臣の大臣官房調査課に任官[1]
- 1972年　心臓疾患により死去。墓所は小平霊園の日本基督教団合同墓地。

## 人物
生家は元酒蔵で小作人であったと言われている。1925年2月に兄三八の戸籍に入る。1928年に米国から一時帰国した際、愛媛県松山市の寺社建築家児島嘉太郎の娘シメヨの紹介を受け別居のまま結婚（1930年には数か月間呼び寄せをした）。1932年に帰国した後は独居しており、1937年から渋谷区常盤松で妻子との生活を始める。時期は不明であるが荒木貞夫にあてた書簡が保存されている。1942年までに1男3女を儲けた。1950年に疎開先から帰京した後は東京都港区の都営住宅で5人の家族と暮らし、ときおり米国民となった親族の訪問を受けていたという。1956年ごろカリフォルニアから熊本に帰国した親族の生長の家会員とも交流があったという。

## 著作
共著
- The Education of the Boys of Hawaii and Their Economic Outlook. Hawaii: University of Hawaii. (1928)

翻訳
- 『桜の薫』、1933年。
  -  Sakura no kaori : the fragrance of cherry blossoms. Tokyo: The Foreign Affairs Association of Japan（日本外事協会）. (1933) ソフトカバー版。
  -  Sakura no kaori : the fragrance of cherry blossoms. Sanfrancisco: The Japanese American News（日米新聞社）. (1933) ハードカバー版。　- 皇風会、日本精神協会会長の陸軍軍人・貴族院議員菊池武夫の序文、元斎藤内閣陸軍大臣荒木貞夫の題字、奥付印刷の部分は日本語。
  -  La Fragancia de la Flor del Cerezo. Mexico: Imprenta Mundial. (1934) スペイン語版。
  - Sakura no kaori: the fragrance of cherry blossoms - Google ブックス

寄稿
- 『アメリカ歸り雜感』〈海外之日本 14巻7号〉。海外之日本社、1940年。